# Nanda van der Zee
Nanda van der Zee (* 18. August 1951 in Hilversum; † 24. März 2014 in Utrecht) war eine niederländische Historikerin. Bekannt wurde sie für ihre Forschungen über das Schicksal der niederländischen Juden während der deutschen Besatzung zur Zeit des Zweiten Weltkriegs und über die Rolle von Königin Wilhelmina während dieser Zeit.

## Biographie
Nanda van der Zee publizierte fünf Bücher, alle über die deutsche Besetzung der Niederlande. Ihr Debüt war die Biografie ihres Lehrers Jacques Presser, der wegen seiner jüdischen Herkunft verfolgt worden war und 1965 unter dem Titel Ondergang. De vervolging en verdelging van het Nederlandse Jodendom 1940–1945 eine ausführlich dokumentierte Beschreibung der Judenverfolgung während der Besatzungszeit veröffentlicht hatte.
1997 publizierte Nanda van der Zee ihr Buch  Om erger te voorkomen (Um Schlimmeres zu verhindern), das in den Niederlanden ein heftige Kontroverse auslöste. In dem Buch stellt sie dar, dass die politischen Eliten der Niederlande, der Oberste Gerichtshof sowie die Königin, die 1940 ins Exil gegangen war, durch ihr oftmals passives Verhalten für den Holocaust in den Niederlanden mitverantwortlich gewesen seien. Zudem seien durch die restriktive Flüchtlingspolitik der Niederlande vor 1940 wesentliche Weichen zur Judenvernichtung gestellt worden. Der niederländische Historiker Hans Blom, damaliger Direktor des NIOD Instituut voor Oorlogs-, Holocaust- en Genocidestudies, hielt das Buch für „total mißglückt“, da es keine neuen Erkenntnisse liefere, aber eine Philippika voller „Wut und Empörung“ sei. Auch sei die wissenschaftliche Qualität „unterdurchschnittlich“. Laut der deutschen Rezensentin Elke Schubert von der Zeit habe die Autorin versucht, mit dem Selbstbild der Niederländer aufzuräumen, die sich „als weltoffenes, tolerantes Volk begreifen“. „Vereinzelte Widerstandsaktionen“  stünden in keinem Verhältnis zum Mythos, „nach dem die Niederländer massenhaft gegen die Besatzer aufbegehrt hätten“.
Van der Zee erhielt 1997 die Anfrage, eine Biographie des Historikers Loe de Jong zu schreiben. Sie gab diesen Auftrag jedoch zurück, da sie es ablehnte, ihre Arbeit vor der Veröffentlichung vom NIOD prüfen zu lassen. 2003 wurde ihr Buch über Albert Konrad Gemmeker, den Kommandanten des Durchgangslagers Westerbork, veröffentlicht.
Nanda van der Zee war seit 1989 verheiratet mit dem niederländischen Historiker Pieter Lakerman, in zweiter Ehe ab 2011 mit dem Mediziner Bob Smalhout. Sie starb 2014 im Alter von 62 Jahren an den Folgen eines Sturzes, den sie vier Wochen zuvor erlitten hatte.

## Publikationen
- Jacques Presser. Het gelijk van de twijfel. Een biografie. Balans, 1988, ISBN 978-90-5018-053-5 (niederländisch).
- „Um Schlimmeres zu verhindern“ … Die Ermordung der niederländischen Juden: Kollaboration und Widerstand. Carl Hanser, 1999, ISBN 3-446-19764-8.
- The Roommate of Anne Frank. Aspekt, 2003, ISBN 978-90-5911-096-0 (englisch).
- De trein – Over Albert Konrad Gemmeker, kampcommandant van Durchgangslager Westerbork. 2003, ISBN 90-5911-347-0 (niederländisch).
- Gesprekken in de middag: met professor dr. Bob Smalhout. Aspekt, 2008, ISBN 978-90-5911-730-3 (niederländisch).